# Linkletter Provincial Park
Linkletter Provincial Park är en park i Kanada.   Den ligger i provinsen Prince Edward Island, i den östra delen av landet, 900 km öster om huvudstaden Ottawa. Linkletter Provincial Park ligger 5 meter över havet.
Terrängen runt Linkletter Provincial Park är mycket platt. Havet är nära Linkletter Provincial Park åt sydväst. Närmaste större samhälle är Summerside, 4,7 km öster om Linkletter Provincial Park. 
Runt Linkletter Provincial Park är det ganska glesbefolkat, med 28 invånare per kvadratkilometer.